# Ceres (Goiás)
Ceres é um município brasileiro do estado de Goiás. Sua população em 2021 foi estimada pelo Instituto Brasileiro de Geografia e Estatística (IBGE) em 22 407 habitantes.
Foi o local de refúgio do ex-presidente da Síria, Adib Shishakli, após o Golpe de Estado na Síria em 1954, e onde ele foi assassinado em 1964 pelo druso Nawaf Ghazaleh.

## Histórico
Ceres teve sua origem na Colônia Agrícola Nacional de Goiás, cujo primeiro administrador foi o engenheiro Bernardo Sayão Carvalho de Araújo, mais tarde construtor da rodovia Belém-Brasília. Em 4 de setembro de 1953, com terras desmembradas do município de Goiás, o distrito foi elevado à categoria de município. Ceres está situada às margens do Rio das Almas que a separa de Rialma, sendo ligada a esta por duas pontes. Suas principais atividades econômicas são a agricultura (milho, soja e arroz) e a pecuária leiteira e de corte, destacando-se também no ramo de saúde.

## Economia e serviços
O município é também grande produtor de abacaxi, banana, melancia, mandioca, cana-de-açúcar, batata, cará, laranja e produtos hortifrutigranjeiros. Possui indústrias de farinha, móveis, carroças e serralherias, fábricas de queijo, cerâmica, torrefadoras de café e cerealistas.

## Cultura

### Eventos
Ceres possui vários eventos importantes.
- Fevereiro: comemorações religiosas da semana santa, com as tradicionais missa de lava pés, missa de ramos e a procissão do senhor morto, na sexta-feira da paixão, Retiro de carnaval no APC, Noite evangélica.
- Março: 17 de março, feriado municipal em comemoração ao Dia de São Patrício, padroeiro de Ceres.
- Maio: dia do Trabalho.
- Junho: arraial da Praça, Grande Festa Junina na Praça Cívica de Ceres. Tradicionais barraquinhas, organizadas por diversas escolas; Jogos Estudantis.
- Julho: semana de Bernardo Sayão – homenagem em comemoração ao nascimento de Bernardo Sayão.
- Agosto: Festa Folclórica.
- Setembro: aniversário da cidade; desfile estudantil, corrida de pedestres.
- Outubro: feira de ciências nas comemorações ao Dia da Criança;
- Dezembro: comemoração do Dia de Nossa Senhora Imaculada Conceição.

Um dos destaques da cidade é o Centro Cultural de Ceres que foi construído em uma área de 1.527m², como instalação em três níveis.[carece de fontes?].

## Geografia
O município localiza-se no Vale do São Patrício numa área total de 214,322 km².

### Clima
Ceres possui um clima tropical semiúmido. No inverno, as mínimas podem chegar aos 10 °C ou menos e as máximas alcançam os 30 °C.  Nesse período, a umidade relativa do ar fica baixa (entre 10% e 20% na hora mais quente do dia). Na primavera, as temperaturas sobem mais ainda e podem superar os 40 °C. O mês de setembro é o mais quente tanto à noite quanto de dia, pois as mínimas ficam próximas dos 30 °C e as máximas acima de 40 °C.